# ソメン・チョイ
ソメン・アルフレッド・チョイ（Somen Alfred Tchoyi, 1983年3月29日 - ）は、カメルーン・ドゥアラ出身の元同国代表サッカー選手。現役時代のポジションは攻撃的ミッドフィールダー。

## 経歴

### クラブ

#### ノルウェー
母国のユニオン・ドゥアラを経て、2005年の22歳の時に言葉が通じるフランスのLBシャトールーへ移籍。2005年にノルウェー1部のオッド・グレンランドと契約。1年目は主力の1としてプレーしていたが、2年目に中盤を務めるノルウェー代表のトミー・スヴィンダル・ラーセンとカナダ代表FWのアリ・ゲルバの加入により非EU枠外の選手が増加したことで出場機会が減少したため、同シーズン中にスターベクIFへ3年半の契約で移籍。翌2007年は優勝に迫る2位という成績でシーズンを終え、UEFAカップ 2008-092回戦からの出場権を得た。
ステップアップをしたいと思いから、2008年5月にオーストリアの強豪レッドブル・ザルツブルクへ移籍し、2シーズンに渡りプレーした。

#### WBA
2010年夏の初旬にブラックバーン・ローヴァーズFC、フラムFC、ウォルバーハンプトン・ワンダラーズFCとプレミアリーグの複数クラブからの興味が報じられていたが、8月20日に労働許可証など長期の手続きを経て、同リーグに新昇格したウェスト・ブロムウィッチ・アルビオンFCへ2年契約で移籍した。同月29日のリヴァプールFC戦（0-1）に途中出場の形でデビューし、10月26日にオールド・トラッフォードでのマンチェスター・ユナイテッドFC戦で初得点を挙げた。2010-11シーズン最終節、セント・ジェームズ・パークでのニューカッスル・ユナイテッドFC戦で3-0と苦しい状況の中でハットトリックを挙げ、引き分けに持ち込む活躍を見せた。
2011-12シーズンは開幕戦のマンチェスター・ユナイテッド戦で先発出場すると、クラブ史上最高金額で加入したシェーン・ロングとコンビを組み、ロングの得点により1-1に持ち込むも、最終的に1-2で敗れた。アウェーでのフラム戦（1-1）でチーム最後となる得点を後半に記録。マンチェスター・シティFC戦に78分からプレーしたのが最後の出場となり、2012年5月16日にニッキー・ショーリー、ジョー・マトック、ラティーフ・エルフォード＝アリューと共に放出された。退団後はバーミンガム・シティFCのトレーニングを経て、10月にウォルバーハンプトン・ワンダラーズのトライアルに参加した。
2013年2月1日にドイツ1部のFCアウクスブルクと半年の契約を結んだ。2016-17シーズンより、ランデスリーガ・ブルゲンラント（オーストリア4部）のUFCマルクト・アルハウに加入した。

### 代表
2008年にオットー・プフィスター監督に招集され、2010 FIFAワールドカップ・アフリカ予選のカーボベルデ戦でカメルーン代表デビューを飾り、同試合で初得点を決めた。